# Postglaciální vzestup

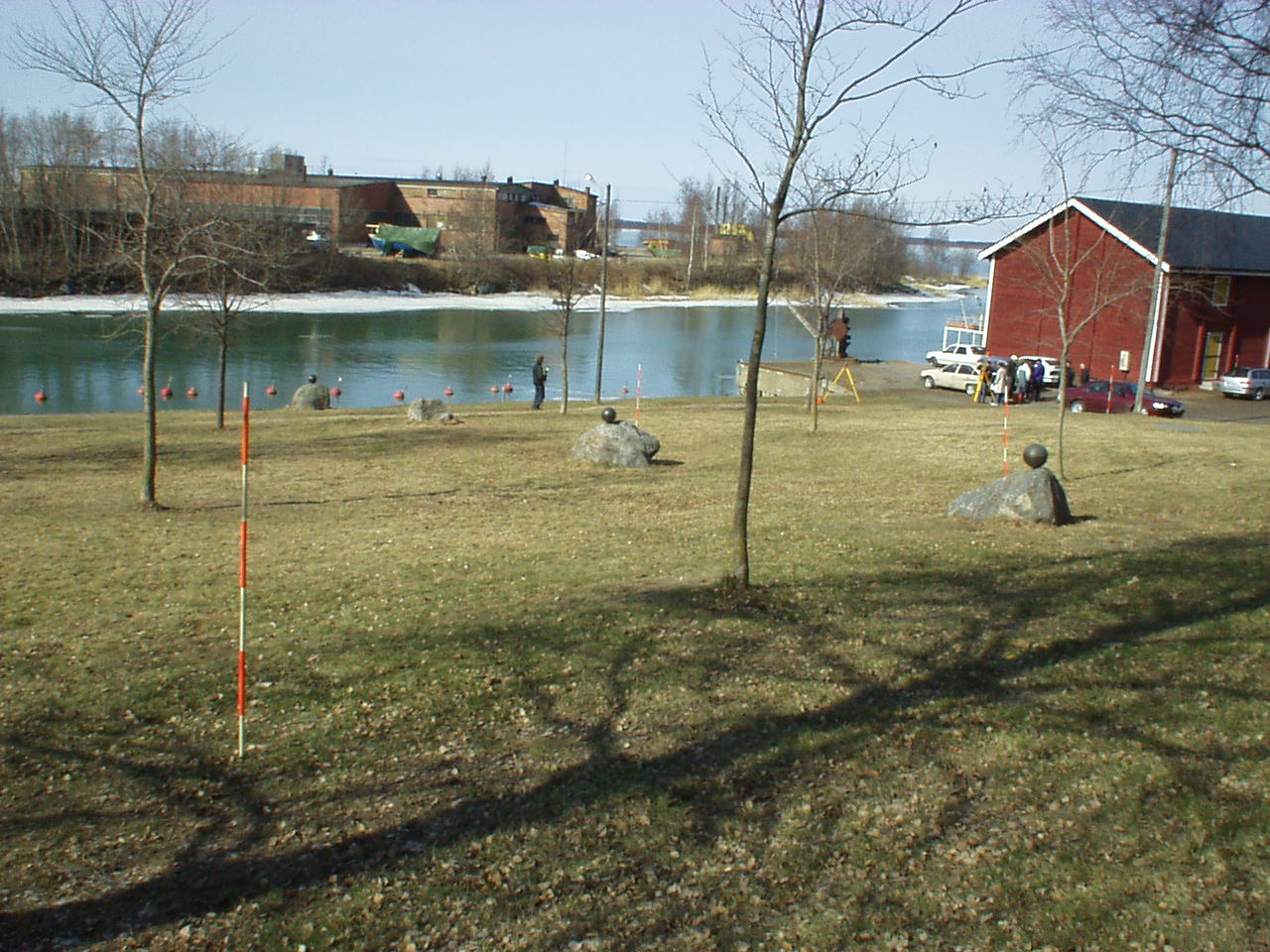
Měření postglaciálního vzestupu pobřeží Baltského moře ve Vaase (Finsko)

Postglaciální vzestup je vzestup půdních mas, které byly dříve stlačeny obrovskou vahou ledu během poslední doby ledové, procesem známým jako izostatické stlačení. Postihuje zejména severní Evropu – Skandinávii, Dánsko, Skotsko a dále pak USA a Kanadu.